# Batalla de Tres Palos
La Batalla de Tres Palos fue una acción militar de la Guerra de Independencia de México, efectuada la noche del 4 de enero de 1811, en el campamento español ubicado en la Laguna de Tres Palos, Acapulco, Guerrero. 

## Antecedentes
Cuando José María Morelos era cura de la localidad de Carácuaro, Michoacán, comenzaron a escucharse las noticias de la insurrección iniciada por Miguel Hidalgo, decidiendo unírsele durante el encuentro que tendría en Indaparapeo, con el fin de manifestar su adhesión. Hidalgo, decidió nombrarlo lugarteniente y lo comisionó para que este operara en el sur, que tenía el Puerto de Acapulco como plaza más importante. A su regreso a Carácuaro, Morelos armó su propio ejército y se introdujo en el estado de Guerrero con el fin de iniciar su primera campaña militar, que abarcó de octubre de 1810 a agosto de 1811.

## Batalla
Ante el avance de Morelos sobre Acapulco, el virrey Venegas organizó el Ejército del Sur con 1500 hombres reunidos de Oaxaca y puso al mando de la división al coronel Juan Francisco París. José María Morelos, que había avanzado sobre puntos críticos de Acapulco, denominados Veladero, Pie de la Cuesta, Marqués y Las Cruces, optó por retirarse a Veladero mientras los realistas copaban El Aguacatillo. Por San Marcos y Las Cruces avanzaron las tropas de París el 8 de diciembre a las 8 de la mañana, desatando de frente un bravo ataque contra las posiciones enemigas, el cual no tuvo resultados por contar previamente Morelos con la información de disposición de las tropas contrarias. De la violenta arremetida, que persistió todo el día, solo provocó París veinte bajas en el bando rebelde, a cambio de 40 que alcanzaron a ser contadas de su ejército, pues se presumió entonces que las tropas españolas pudieron haber enterrado otros cuerpos para disimular la magnitud de la derrota. París se retiró al sitio conocido como Tonaltepec, a orillas del río de La Sabana, pidiendo a Acapulco cuatro culebrinas de refuerzo a  ataque lograron derrotar a las fuerzas realistas de Juan Francisco París, dejando en el campo de batalla a 4 realistas muertos. Los españoles sobrevivientes retiraron a sus heridos y regresaron a sus posiciones en Acapulco. Al final del combate, los prisioneros realistas se pasaron a las filas insurgentes de Morelos. A pesar de la victoria insurgente obtenida en Tres Palos, Morelos no logró tomar el puerto de Acapulco porque el artillero español José Gago, quien había recibido dinero insurgente para que éste entregara la plaza traicionó a los rebeldes.